# Mirinda
Mirinda («Мири́нда») — это марка безалкогольного напитка, первоначально созданная в Испании в 1959 году и в настоящее время принадлежащая компании PepsiCo. Его название происходит от перевода с языка эсперанто «достойный удивления» или «удивительный».
Апельсиновый вкус Mirinda в настоящее время составляет большую часть продаж Mirinda во всем мире после того, как в начале 1990-х годов бренд был перепрофилирован в сторону этого вкуса.

Логотип без стилизованной буквы «М»

Mirinda принадлежит компании PepsiCo с 1970 года и в основном продается за пределами США. Она конкурирует с Fanta от The Coca-Cola Company, причем вкусовые бренды локализованы в отдельных странах. Как и большинство безалкогольных напитков, Mirinda выпускается в нескольких вариантах вкуса, газировки и подсластителя в зависимости от вкуса на отдельных рынках.